# صحرای کمال‌آباد
صحرای کمال آباد ، روستایی از توابع بخش برخوار شهرستان برخوار و میمه در استان اصفهان ایران است.

## جمعیت
این روستا در دهستان برخوار شرقی قرار دارد و براساس سرشماری مرکز آمار ایران در سال ۱۳۸۵، جمعیت آن زیر سه خانوار بوده‌است.